# Angela Ciobanu
Angela Ciobanu (n. 17 octombrie 1969, Soroca, RSS Moldovenească, URSS) este o actriță de teatru și film din Republica Moldova.

## Biografie
S-a născut în orașul Soroca din RSS Moldovenească (actualmente Republica Moldova). În 1992 a absolvit Școala-Studio a Teatrului de Artă din Moscova (cunoscut sub abrevierea „MHAT”). În același an, a fost invitată la Teatrul Național „Mihai Eminescu” din Chișinău, unde activează până în prezent. 
Printre rolurile majore se includ: Pietro Coates (Un veac de singurătate de Gabriel García Márquez), Mademoiselle Cook (Steaua fără nume de Mihail Sebastian), Zoe Trahanache (O scrisoare pierdută de Ion Luca Caragiale), Isadora Duncan (Când Isadora dansează), Sonia (Unchiul Vania de Anton Cehov), Lucinda (Doctor fără voie de Molière), Doamna Torrens (Orfeu în infern de Tennessee Williams), etc.
În 2009, i s-a conferit titlul onorific „Artistă Emerită” a Republicii Moldova. Este laureată a mai multor premii decernate în cadrul Galei Uniunii Teatrale din Moldova.